# ヴィルヘルム・ヴェルナー
ヴィルヘルム・ヴェルナー（Wilhelm Werner、1874年4月23日 - 1947年3月9日）は、19世紀末から1900年代初めのドイツのレーシングドライバーである。ダイムラー社（Daimler Motoren Gesellschaft、DMG）の最初期のワークスドライバーである。

## 経歴

### ダイムラー（1895年 - 1905年）
1895年に自動車会社のダイムラー社に整備士として入社した。当時、世に出て間もない自動車の運転は特殊な専門技能であったことから、整備士が車を運転して顧客に配達したり、顧客の運転手となることはよくあることで、ヴェルナーもそうした役割をこなす内、顧客に代わって自動車レースに出場するようになる。
そうして、ダイムラー社の最初期の「ワークスドライバー」という立場となったヴェルナーは、ダイムラーの重要な顧客であるエミール・イェリネックのレース用車両を任され、彼のダイムラー・フェニックスなどを駆ってレースに出走するようになった。
1899年3月に開催された第1回ニース・スピードウィークでは、「ドクター・パスカル」ことアンリ・ド・ロスチャイルドのダイムラー・フェニックスを任され、開催されたイベントのひとつであるニース–マガーニョスク間の往復レースでは2位に入る。
1901年の同イベントでは、イェリネックが発注していた「ダイムラー・メルセデス」（メルセデス・35PS）がほとんどの種目を席巻し、やはりアンリ・ド・ロスチャイルドから車両を託されたヴェルナーも多くの勝利を手にすることになった。
1902年にはアメリカ合衆国の富豪で自動車愛好家のクラレンス・グレイ・ディンスモア（Clarence Gray Dinsmore）に雇われて、1905年末に彼が死去するまでの間、ディンスモアのレース用車両を任された。同年にダイムラーが完成させたメルセデス・シンプレックスのレース仕様は競争力が高く、ヴェルナーは多くの勝利を挙げる。
その後も、ヴェルナーはダイムラーのドライバーとしての役割を果たすこととなる。1903年にアイルランド島で開催された第4回ゴードン・ベネット・カップで、ダイムラーは同レースに初参戦した。当初ヴェルナーも参加ドライバーとして申請されたが、「プロ」のドライバーであることを理由として参戦を拒否された。
アメリカ合衆国で開催された初の国際レースである、1904年の第1回ヴァンダービルト杯にもヴェルナーは参戦している。

### ヴィルヘルム2世の運転手（1905年 - 1918年）
1905年11月にディンスモアが死去した後、ヴェルナーはドイツ皇帝ヴィルヘルム2世の首席運転手となり、「オーバーワーゲンフューラー」（"Oberwagenführer"。「上級運転士」の意）の称号を与えられた。
第一次世界大戦の結果、ヴィルヘルム2世が退位して亡命して以降は、ヴェルナーはベルリンのダイムラー販売店で働いた。